# Mick Fisher
Michael „Mick“ Fisher (* 12. Juli 1944) ist ein ehemaliger englischer Snookerspieler, der zwischen 1982 und 1997 für fünfzehn Jahre auf der Profitour spielte. In dieser Zeit erreichte er das Viertelfinale des Costa Del Sol Classic, das Achtelfinale des Grand Prix 1987 und Rang 37 der Snookerweltrangliste. Vor Beginn seiner Profikarriere stand er 1974 im Finale der Qualifikation für das Meisterschaftsendspiel der English Amateur Championship.

## Karriere
Fishers erster großer Erfolg ereignete sich im Jahr 1974, als der Engländer in der Süd-Qualifikation der English Amateur Championship unter anderen Vic Harris besiegte und das Finale erreichte, dort aber die Qualifikation für das Meisterschaftsendspiel durch eine 1:6-Niederlage gegen Patsy Fagan verpasste. 1975 verlor er in der Qualifikation im Achtelfinale gegen Terry Griffiths, 1976 im Viertelfinale gegen Chris Ross. 1979 folgte eine weitere Viertelfinalniederlage gegen Cliff Wilson, ehe Fisher 1980 sein Glück beim Professional Ticket Event suchte, aber gegen Eugene Hughes sein Auftaktspiel verlor. 1982 folgte eine weitere Niederlage gegen Hughes im Achtelfinale des professionellen Bass and Golden Leisure Classic, zu dem Fisher eingeladen worden war. Im selben Jahr musste er sich im Halbfinale der Meisterschaftsqualifikation Mike Darrington geschlagen geben. Ebenfalls noch im selben Jahr wurde Fisher Profispieler.
Während seiner ersten Profisaison nahm Fisher nur an drei Turnieren (International Open, UK Championship und Snookerweltmeisterschaft) teil, erreichte aber jedes Mal die Runde der letzten 32 und damit die Hauptrunde. Infolgedessen platzierte er sich auf dem 37. Platz der Weltrangliste, der besten Platzierung seiner Karriere. In den folgenden Saisons verlor Fisher allerdings oft in der Qualifikation und erreichte nur sehr selten eine Hauptrunde. Dies glückte ihm lediglich beim Professional Players Tournament 1983, beim Classic 1986 und beim Classic 1987. Des Weiteren hatte er einigen Erfolg bei den Ausgaben der English Professional Championship und beim Costa Del Sol Classic 1984, beide Turniere hatten aber keinen Einfluss auf die Weltrangliste. Auf dieser war er bis Mitte 1987 auf Rang 92 abgerutscht.
In der folgenden Saison hatte Fisher zwar bei den meisten Turnieren ebenfalls kaum Erfolg, doch beim Grand Prix zog er bis ins Achtelfinale ein und spielte mit einem 100er-Break sein einziges Century Break und damit das höchste Break seiner Karriere. Auf der Weltrangliste verbesserte er sich infolgedessen deutlich und wurde nun auf Rang 58 geführt. Im Laufe der nächsten beiden Spielzeiten konnte Fisher immerhin einige Male eine Hauptrunde erreichen, doch die Niederlagen in der Qualifikation überwiegten. Zusätzlich hatte Fisher auch wieder bei anderen Turnieren ohne Weltranglisteneinfluss Erfolg, insbesondere im Rahmen der Turnierserie WPBSA Non Ranking. Dennoch belegte Fisher Mitte 1990 nur noch Rang 99 und war damit unter dem Niveau von Mitte 1987. Die folgenden Saisons verliefen deutlich schlechter und Fisher konnte lediglich die Hauptrunde European Open 1992 erreichen und schied bei anderen stets in der Qualifikation aus. Ab Mitte 1995 verzichtete er auf den Antritt bei weiteren Profipartien. Abgestürzt auf Platz 443, verlor Fisher nach fünfzehn Saisons Mitte 1997 seinen Profistatus.

## Erfolge
| Ausgang         | Jahr | Turnier                              | Finalgegner | Ergebnis |
| --------------- | ---- | ------------------------------------ | ----------- | -------- |
| Amateurturniere |      |                                      |             |          |
| Zweiter         | 1974 | English Amateur Championship – South | Patsy Fagan | 1:6      |